# شعار الكومنولث البولندي الليتواني

شعار الكومنولث البولندي اللتواني الكبير (الجديد)

شعار الكومنولث البولندي اللتواني كان رمزاً لدولة الكومنولث البولندي اللتواني، ممثلاً اتحاد تاج المملكة البولندية ودوقية لتوانيا. جمع الشعار بين شعاري المملكة والدوقية السابقين :

شعار بولندا، النسر الأبيض
شعار دوقية ليتوانيا، فارس/تشيس

خلال فترة انتفاضة يناير تم اقتراح شعر جديد لإعادة إحياء الكومنولث البولندي اللتواني، شعار أوكرانيا مماثل لذلك الشعار لكن به رسم مزعوم للملاك ميخائيل، وأضيف باعتباره العنصر الثالث. ومع ذلك، فإنه لم يكن أبداً مطروحاً رسمياً.

شعار انتفاضة تشرين الثاني / نوفمبر
شعار الكومنولث البولندي اللتواني الروثيني المقترح
الشعار الحديث لبولندا
الشعار الحديث لليتوانيا
شعار بيلاروس بين عامي 1991 و 1995
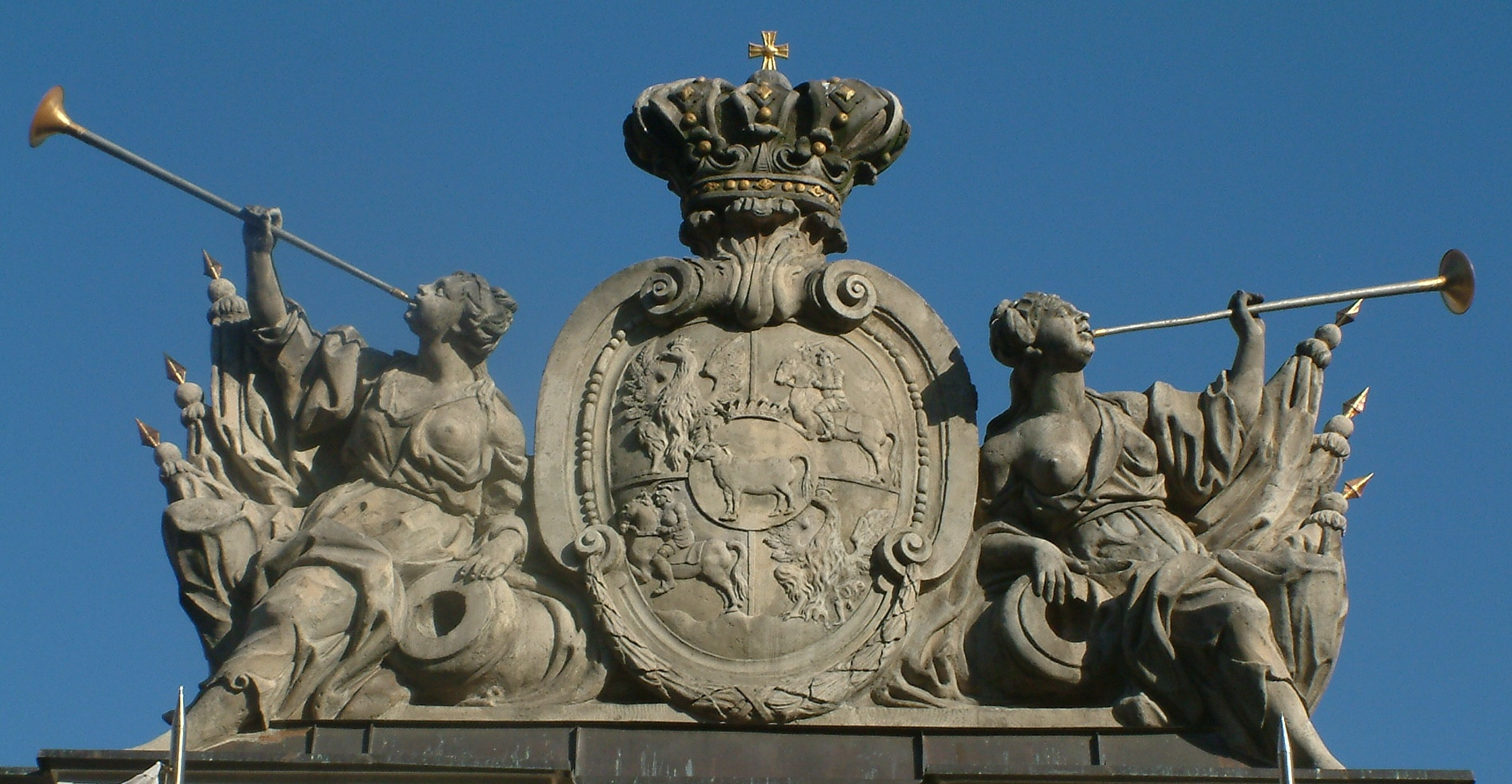
شعار الكومنولث البولندي اللتواني ستانيسلاوس الثاني في شهر أغسطس كيوليك شعار وضع في منتصف الدرع. التمثال يقع على مبنى الجنود في بوزنان
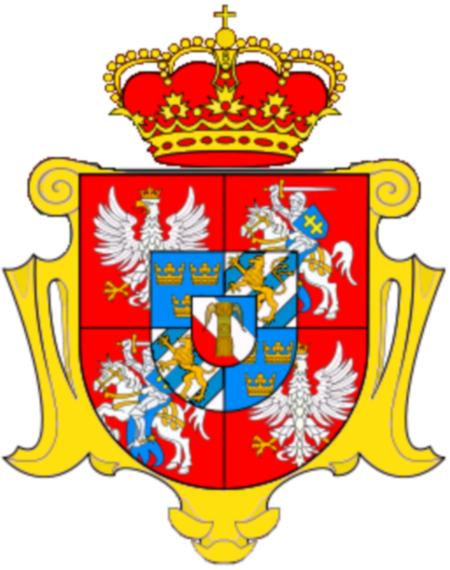
شعار الكومنولث البولندي اللتواني في سلالة فاسا